# Castillo de Vernet
El castillo de Vernet está situado en el núcleo del municipio de Vernet-les-Bains (Conflent, Francia), documentado por primera vez en 885.
El Señorío de Vernet estuvo en manos de la Abadía de San Martín del Canigó hasta la Revolución Francesa. En 1654 fue desmantelado por las tropas francesas del príncipe de Conti. 
Reconstruido en el siglo XIX y reformado el siglo XX, sólo se conserva, del antiguo castillo (siglos XII-XIII), una torre rectangular muy reconstruida. 
En la actualidad el castillo es una residencia privada.